# کنوچی (جورجیا)
کنوچی (به انگلیسی: Canoochee) یک منطقهٔ مسکونی در ایالات متحده آمریکا است که در جورجیا واقع شده‌است. کنوچی ۷۱ نفر جمعیت دارد و ۱۰۷٫۹ متر بالاتر از سطح دریا واقع شده‌است.